# Lotzwil
Lotzwil – gmina (niem. Einwohnergemeinde) w Szwajcarii, w kantonie Berno, w regionie administracyjnym Emmental-Oberaargau, w okręgu Oberaargau.

## Demografia
W Lotzwil mieszkają 2 663 osoby. W 2020 roku 17,6% populacji gminy stanowiły osoby urodzone poza Szwajcarią.

## Współpraca
Miejscowość partnerska:
- Větřní, Czechy

## Transport
Przez teren gminy przebiega droga główna nr 244.